# Pieter Scholier
Pieter Scholier (Petrus Scholierius) (ur. 1582 w Antwerpii, zm. 16 listopada 1635 w Antwerpii) – niderlandzki humanista.
Studiował filozofię w Leuven. Od 1612 przebywał na dworze księcia Aarschot; w jego towarzystwie odbył peregrinatio academica do Włoch. Później osiadł w Leuven, a krótko przed śmiercią wrócił do Antwerpii, gdzie został radnym. Autor dzieła Sermones familiares (Antwerpia 1623).